# Петарда (албум)
Петарда је пети по реду албум српске реп групе Прти Бее Гее. Албум је објављен у мају 2016. године, а његова промоција била је исте године 26. маја у београдском клубу Божидарац. Објављен је на свим дигиталним музичким сервисима, а на њему се налази осамнаест песама. На албуму су се нашли стари аудио записи преминулог члана групе Прти Бее Гее, Давора Бобића Москрија, укључујући интро и оутро, као и песму Мистадаболина. На албуму су гостовали Бвана, на песми Да сам пуб, Ђус на песми Мистадаболина и Скај Виклер на песмама Yeyo и Следећа епизода. Већину битова на албуму направио је Еуфрат Курајбер.
За песме К К, Нагрди ме, Није лако и Тика Така снимљени су спотови. У песми Нагрди ме, постхумно је убачена строфа покојног фронтмена Москрија, у којој овај даје својеврсни омаж југословенској новоталасној групи Шарло акробата и Душану Којићу Који: Од Шарло акробате остао је само Која / Њоњара ми усисава линијице разних боја.

## Песме
| Бр. | Назив песме                       | Трајање |
| --- | --------------------------------- | ------- |
| 1.  | (Москри)                          | 00:29   |
| 2.  | Реп, гија, гудра, лова            | 02:02   |
| 3.  | К К                               | 02:39   |
| 4.  | Тика така                         | 02:19   |
| 5.  | Да сам брате пуб (са Бваном)      | 03:15   |
| 6.  | Мистадаболина (са Ђусом)          | 04:04   |
| 7.  | Не престајте с музиком            | 02:37   |
| 8.  | Нагрди ме                         | 02:59   |
| 9.  | Крај бејби                        | 02:45   |
| 10. | Легализујете                      | 02:49   |
| 11. | На мојеме ђоци                    | 02:55   |
| 12. | Смут оператор                     | 02:29   |
| 13. | Дечко за пример                   | 02:48   |
| 14. | Није лако                         | 02:45   |
| 15. | Yeyo (са Скај Викером)            | 04:19   |
| 16. | Идемо на ремо                     | 03:16   |
| 17. | Следећа епизода са Скајл Виклером | 03:28   |
| 18. | Марадона - Оутро (Москри)         | 01:16   |